# Insurrection bolchevique de Kiev
Guerre soviéto-ukrainienne
L'insurrection bolchevique de Kiev, s'étant déroulée du 8 au 13 novembre 1917, est une lutte militaire pour le pouvoir à Kiev après la chute du gouvernement provisoire russe en raison de la révolution d'Octobre. Elle s'est achevée par la victoire du Comité de Kiev du Parti bolchevik et de la Rada centrale.